# Edmund Beaufort, Somerset 2. hercege
Edmund Beaufort, Somerset 2. hercege korának egyik legbefolyásosabb angol nemese volt. Hatalmi vitája Plantagenet Richárd yorki herceggel nagyban hozzájárult a rózsák háborújának kirobbanásához.

## Élete
Edmund Beaufort Somerset első grófja, John Beaufort és Margaret Holand kisebbik fia volt. Apai felmenője volt Genti János, Lancaster hercege, III. Eduárd angol király fia.  A Beaufortok a Plantagenet-ház Lancaster-ágához tartoztak, de a trón örökléséből egy rendelet kizárta őket. Edmund Beaufort 1448-ban lett Somerset hercege.
Fiatal korától kezdve az angolok által a százéves háborúban megszállt francia területeken vezetett katonai alakulatokat, első parancsnoki megbízását 1431-ben kapta. Részt vett Harfleur 1440-es visszafoglalásában. 1442-ben megkapta Dorset grófjának címét Calais felmentéséért. Sikeres hadjáratot vezetett Anjou tartományban, majd visszatért Angliába.
1448-ban Franciaország helytartójának nevezték ki. A következő években nem sikerült visszavernie a Normandiát érő francia támadásokat, és rengeteg megszállt területet veszítette el. 1449 októberében személyesen adta át Rouen városát VII. Károly francia királynak, majd elveszítette Caent is. A parlamenti ellenzék támadást indított Somerset ellen, de az uralkodó megvédte.
1450-ben a normandiai vereségek miatt Angliában kivégezték a kormány fejét, William de la Pole-t, Suffolk hercegét. Népszerűtlensége és hadvezetési hiányosságai ellenére a király Somersetet nevezte ki de la Pole helyére, így ő lett legfőbb tanácsadója is.
Somerset tudta, hogy otthoni népszerűtlenségét csak azzal ellensúlyozhatja, ha megtartja Gascogne-t, ezért parlamenti támogatással sereget és flottát toborzott, de az 1453-as Chatilloni vereség végképp szertefoszlatta reményeit.
Ettől kezdve Somerset helyzete jelentősen meggyengült. York, akit feldühített Somerset korábbi kinevezése, mert attól tartott, hogy Beaufort magának akarja megszerezni a trónt a könnyen befolyásolható, gyengeelméjű VI. Henriktől, fokozta a nyomást. IV. Henrik ugyan korábban kizárta a Beaufortokat a trónöröklésből, de York attól tartott, hogy ezt a rendelkezést idővel megváltoztathatják. York a franciaországi térvesztés mellett azzal támadta Somersetet, hogy akadályozza az angliai reformokat.
Somerset helyzetének végső megrendülésében közrejátszott mohósága is. A herceg ugyanis hiába tartozott az egyik legnagyobb családhoz, kevés birtokkal rendelkezett, ezért nagyban függött a királyi adományoktól. Miközben újabb és újabb birtokokat szerzett, ellenségeinek száma is nőtt.  Ez 1453-ban nyilvánvalóvá vált, amikor a király mentális betegsége miatti zűrzavarban a főurak York mellé álltak. 1453 decemberében Somersetet a londoni Towerbe zárták, ahonnan csak 1455. február 4-én, az uralkodó ideiglenes felépülése után szabadult.
York és szövetségesei, félve Somerset bosszújától, a király ellen fordultak, és az első Saint Albans-i csatában legyőzték seregét. A csatában Edmund Beaufort, Somerset hercege meghalt.

## Érdekesség
- Egy korabeli krónikaíró szerint Somerset hercegének valaki megjövendölte, hogy egy vár alatt fog elesni. A herceget ugyan egy piacterén ölték meg, de a Várhoz címzett fogadó előtt.
- Korabeli szóbeszéd szerint valójában Somerset hercege volt Anjou Margit és VI. Henrik fiának, Lancasteri Eduárd walesi hercegnek az apja. A híresztelésnek az adott alapot, hogy az uralkodói frigy és a gyermekáldás között nyolc év telt el, valamint a király elmezavara is gyanúra adott okot. VI. Károly ugyanis kijelentette, hogy a gyerek apja a Szentlélek. A mendemondát a Yorkok is terjesztették, hogy aláássák Somerset reputációját és befolyását.[6]